# 马跃南
马跃南（1957年8月23日—），中国男子篮球运动员，国家级篮球教练。中学毕业于扬州市第五中学（现为田家炳实验中学），大学毕业于扬州师范学院体育系。曾任中国女篮、中国青年女篮、上海男篮、四川男篮等主教练。

## 外部連結
- 马跃南在fiba.basketball（英语）